# CA Spora Luxemburg
CA Spora Luxembourg a fost un club de fotbal din sudul orașului Luxemburg.  A fuzionat în 2005 cu Union Luxembourg și CS Alliance 01, formând Racing FC Union Luxembourg.

## Titluri
- Campionatul Luxemburgului

Câștigători (11): 1924-25, 1927-28, 1928-29, 1933-34, 1934-35, 1935-36, 1937-38, 1948-49, 1955-56, 1960-61, 1988-89
Locul al doilea (10): 1923-24, 1925-26, 1929-30, 1930-31, 1932-33, 1944-45, 1951-52, 1958-59, 1966-67, 1987-88
- Cupa Luxemburgului

Câștigători (8): 1927-28, 1931-32, 1939-40, 1949-50, 1956-57, 1964-65, 1965-66, 1979-80
Finaliști (8): 1924-25, 1928-29, 1929-30, 1930-31, 1933-34, 1944-45, 1962-63, 1986-87